# Numbers (A Boogie wit da Hoodie)
Numbers è un singolo del rapper statunitense A Boogie wit da Hoodie, pubblicato il 31 marzo 2020 come quarto estratto dal terzo album in studio Artist 2.0.

## Descrizione
Quinta traccia dell'album, Numbers è stato scritto dallo stesso interprete con Dylan Cleary-Krell, Rodrick Moore, Sergio Kitchens e London Holmes, e vede la partecipazione di questi ultimi tre, in arte rispettivamente Roddy Ricch, Gunna e London on da Track.

## Formazione
Musicisti
- A Boogie wit da Hoodie – voce
- Roddy Ricch – voce aggiuntiva
- Gunna – voce aggiuntiva

Produzione
- London on da Track – produzione
- Dez Wright – produzione
- AJ Ruined My Record – ingegneria del suono
- Alex Estevez – ingegneria del suono
- Chris Athens – mastering
- Jaycen Joshua – missaggio
- Kamron Krieger – assistenza all'ingegneria del suono
- Nathan Feler – assistenza all'ingegneria del suono
- DJ Riggins – assistenza al missaggio
- Jacob Richards – assistenza al missaggio
- Mike Seaberg – assistenza al missaggio

## Classifiche
| Classifica (2020) | Posizione massima |
| ----------------- | ----------------- |
| Canada            | 32                |
| Grecia            | 53                |
| Irlanda           | 90                |
| Regno Unito       | 53                |
| Stati Uniti       | 23                |